# Locomotiva FS 216
Le locomotive FS gruppo 216 sono state macchine a vapore con tender con rodiggio 1-3-0 che le Ferrovie dello Stato acquisirono nel 1920 in seguito al riscatto della Compagnia Reale delle Ferrovie Sarde, dove portavano i numeri 41–55.

## Storia

Un esemplare del gruppo in manovra a Macomer nel 1925, dopo il passaggio alle FS.

Le locomotive del gruppo erano, le prime due di costruzione svizzera, essendo state prodotte nel 1901 dalla SLM di Winterthur, mentre le sette successive furono di costruzione tedesca fabbricate dalla Henschel di Cassel e consegnate negli anni successivi. Come d'uso la CRFS diede un nome alle locomotive: la prima venne chiamata Eleonora mentre la prima Henschel venne chiamata Carlo Alberto.
Pervennero alle Ferrovie dello Stato in seguito al riscatto della rete sarda. Furono immatricolate come 216.001-009.

## Caratteristiche tecniche
Le locomotive erano a vapore surriscaldato con 2 cilindri esterni a doppia espansione. Il rodiggio era quello 1-3-0 con asse anteriore portante e ruote motrici accoppiate a biella da 1.300 mm di diametro non adatte quindi a velocità elevate ma sufficienti anche per la trazione di treni viaggiatori nelle linee sarde.
La velocità massima raggiunta era di 60 km/h, la potenza normale alle ruote motrici sviluppata in continuità ad una velocità di 45 km/h era di 470 hp.
Il tender accoppiato era a 2 assi con capacità di acqua di 8 m³ e di carbone di 4 t.